# کنعان (پسر حام)

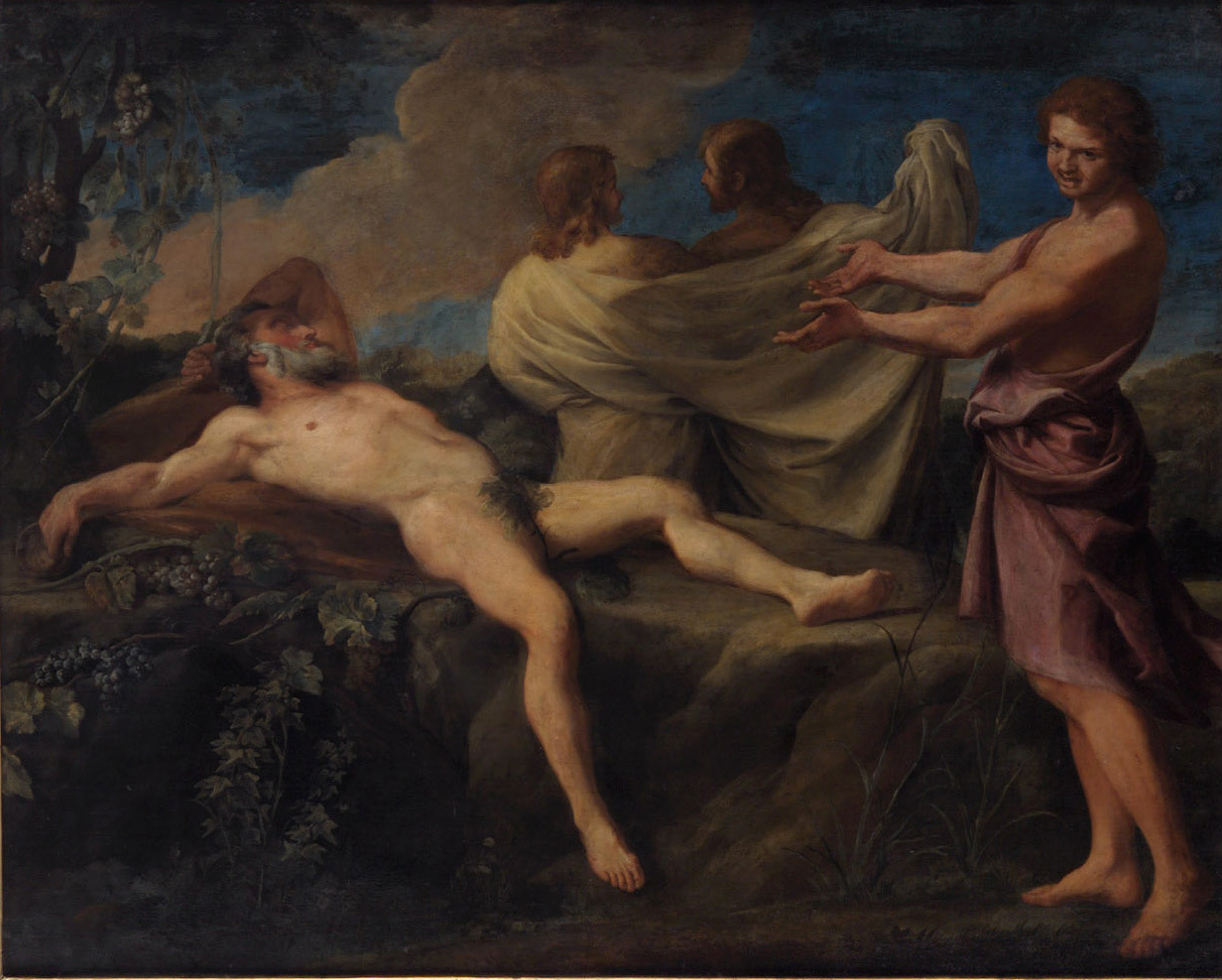
مستی نوح از نقاش آلمانی که نامش مشخص نیست

کنعان در سفر پیدایش در تنخ پسر حام و نوه نوح است. به او تنها در زمان نفرین شدن حام از سوی نوح اشاره شده‌است؛ زمانی که نوح مست شد و لخت در خیمه خود خوابید، حام برهنگی پدرش را دید (به او تجاوز کرد؟) و برادرانش را در جریان گذاشت. چون نوح به هوش آمد و متوجه شد حام با او چه کرده، کنعان پسر حام را نفرین کرد که برده برادران خود باشد. اینکه نوح به جای حام، کنعان را نفرین کرد، در واقع با نفرت بنی‌اسرائیل از کنعانیان مرتبط است زیرا اسرائیلیان تقدیر مردم کنعان را بردگی می‌دانستند. داستانی مشابه در ادبیات کنعانی وجود دارد؛ در حماسه اقهت که به زبان اوگاریتی است، زمانی که اقهت مستی پدر خود را می‌بیند، به او در راه رفتن کمک می‌کند.
کنعان یا یام نامی است که روایات اسلامی به پسر نوح که در روایت قرآن از افسانه طوفان سوار کشتی نشد و نجات پیدا نکرد، داده‌اند.
کنعان در کوش نامه ایرانشان فرزند کوش پیل دندان (برادرزاده ضحاک ماردوش) و نگارین (دختر نوشان) است؛ همچنین نمرود و کوش نیز نوه های کوش پیل دندان و پسران کنعان هستند. به نظر می رسد کوش پیل دندان در کوش نامه همان کوش پسر حام در تورات باشد.